# アマツバメ目
アマツバメ目（アマツバメもく、学名: Apodiformes）は鳥類の分類目の1つである。空中生活に著しく適応したグループである。
ズクヨタカ科、カンムリアマツバメ科、アマツバメ科、ハチドリ科の4科が属す。ズクヨタカ科、(カンムリアマツバメ科 + アマツバメ科)、ハチドリ科はそれぞれ生活様式などが著しく異なるが、骨格上の共通点や分子系統により、同一のグループに分類されている。
ズクヨタカ科を含めない説もあり、この場合、ここでのアマツバメ目、つまり (狭義のアマツバメ目 + ズクヨタカ科) は Daedalornithesや Apodimorphaeと呼ぶ。
なお、「アマツバメ目」という名だが、ツバメ（スズメ目）とは遠縁である。

## 形態
アマツバメ科とカンムリアマツバメ科の足は他の鳥と異なる大きな特徴がある。写真のように足の指（趾）が全て前方を向く皆前趾足である。このため、アマツバメ類は木の枝などに止まることができない。地上に止まる際は、岩などの壁面に爪でぶら下がるようにして止まる。
ハチドリ科とズクヨタカ科は他の鳥と同様に親指が後方を向いており、木の枝に止まることができる。
骨格などに、以下の共有派生形質を持つ。
- 口蓋方形軟骨、方骨耳突起、尾骨表面背縁に、多くの空気の入った突孔がある。
- 軸頸骨には横突孔がない。
- 烏口には鳥口上神経が通る孔がある。
- 烏口には非常に短い外側突起がある。
- 頭板状筋が十字形で始まる。
- 長腓骨筋がない。
- 盲腸がない。

いずれも、翼に対して、初列風切羽が占める割合が大きく、次列風切羽が占める割合が小さい。初列風切羽は飛行において推進力を発生させ、次列風切羽は揚力を発生させるため、それぞれ、プロペラ機のプロペラと翼に相当する。この初列風切羽の比率が、アマツバメ科では、強大な推進力で高速飛行を可能としている。高速飛行のため、少ない次列風切羽の面積で必要な揚力が得られる。ハチドリ科では翼がほぼ全て初列風切羽となり、ヘリコプターを上回るホバリングを可能としている。
ズクヨタカ科は夜行性で、他の3科は昼行性である。

## 分類

### アマツバメ亜目Apodi
アマツバメ科 Apodidae
ツバメに形態や生活様式がよく似ている。細長い鎌のような翼をもち、高速で飛行する。
カンムリアマツバメ科 Hemiprocnidae
アマツバメ科に非常に近い類縁のグループである。頭に冠毛をもつ。

### ハチドリ亜目Trochili
ハチドリ科 Trochilidae
鳥類の中で最も体が小さいグループである。高速で翼を動かすことで空中で静止するホバリングができる。

### ズクヨタカ亜目Aegotheli
ズクヨタカ科 Aegothelidae
従来はヨタカ目に含められた。単独でズクヨタカ目 Aegotheliformes とする説もある。

### 絶滅科
† ユンゴルニス科 Jungornithidae
アルゴルニス Argornis、ユンゴルニス Jungornis、パラゴルニス Parargornis が属す。ハチドリ科に近縁。

## 系統
アマツバメ目は単系統で、側系統のヨタカ目に内包される。アマツバメ目+ヨタカ目は単系統で、Strisores と呼ばれる。
アマツバメ目の姉妹群が何かは確定しておらず、ヨタカ科 Caprimulgidae、あるいは (ヨタカ科 + タチヨタカ科 Nyctibiidae)という説がある。後者の (ヨタカ科 + タチヨタカ科) は Caprimulgi と呼ばれ、アマツバメ目と合わせて Cypselomorphae と呼ばれる。
アマツバメ目のうち、皆前趾足を共有するアマツバメ亜目（アマツバメ科+カンムリアマツバメ科）は単系統である。
昼行性の3科（伝統的なアマツバメ目）は単系統である。夜行性はヨタカ目を含めた Strisores の基底で共有派生形質として獲得され、伝統的なアマツバメ目の系統で昼行性が再度獲得された。
| アマツバメ亜目 | \| \| アマツバメ科 Apodidae \| \| \| \| \| \| カンムリアマツバメ科 Hemiprocnidae \| \| \| \| |
|                | \| \| アマツバメ科 Apodidae \| \| \| \| \| \| カンムリアマツバメ科 Hemiprocnidae \| \| \| \| |
| ハチドリ亜目   | ハチドリ科 Trochilidae                                                                       |
|                | ハチドリ科 Trochilidae                                                                       |
|                | アマツバメ科 Apodidae                                                                        |
|                |                                                                                              |
|                | カンムリアマツバメ科 Hemiprocnidae                                                           |
|                |                                                                                              |

|  | アマツバメ科 Apodidae              |
|  |                                    |
|  | カンムリアマツバメ科 Hemiprocnidae |
|  |                                    |

| アマツバメ亜目 | \| \| アマツバメ科 Apodidae \| \| \| \| \| \| カンムリアマツバメ科 Hemiprocnidae \| \| \| \| |
|                | \| \| アマツバメ科 Apodidae \| \| \| \| \| \| カンムリアマツバメ科 Hemiprocnidae \| \| \| \| |
| ハチドリ亜目   | ハチドリ科 Trochilidae                                                                       |
|                | ハチドリ科 Trochilidae                                                                       |
|                | アマツバメ科 Apodidae                                                                        |
|                |                                                                                              |
|                | カンムリアマツバメ科 Hemiprocnidae                                                           |
|                |                                                                                              |

|  | アマツバメ科 Apodidae              |
|  |                                    |
|  | カンムリアマツバメ科 Hemiprocnidae |
|  |                                    |

| アマツバメ亜目 | \| \| アマツバメ科 Apodidae \| \| \| \| \| \| カンムリアマツバメ科 Hemiprocnidae \| \| \| \| |
|                | \| \| アマツバメ科 Apodidae \| \| \| \| \| \| カンムリアマツバメ科 Hemiprocnidae \| \| \| \| |
| ハチドリ亜目   | ハチドリ科 Trochilidae                                                                       |
|                | ハチドリ科 Trochilidae                                                                       |
|                | アマツバメ科 Apodidae                                                                        |
|                |                                                                                              |
|                | カンムリアマツバメ科 Hemiprocnidae                                                           |
|                |                                                                                              |

|  | アマツバメ科 Apodidae              |
|  |                                    |
|  | カンムリアマツバメ科 Hemiprocnidae |
|  |                                    |

| アマツバメ亜目 | \| \| アマツバメ科 Apodidae \| \| \| \| \| \| カンムリアマツバメ科 Hemiprocnidae \| \| \| \| |
|                | \| \| アマツバメ科 Apodidae \| \| \| \| \| \| カンムリアマツバメ科 Hemiprocnidae \| \| \| \| |
| ハチドリ亜目   | ハチドリ科 Trochilidae                                                                       |
|                | ハチドリ科 Trochilidae                                                                       |
|                | アマツバメ科 Apodidae                                                                        |
|                |                                                                                              |
|                | カンムリアマツバメ科 Hemiprocnidae                                                           |
|                |                                                                                              |

|  | アマツバメ科 Apodidae              |
|  |                                    |
|  | カンムリアマツバメ科 Hemiprocnidae |
|  |                                    |

### 分類史
伝統的には、アマツバメ目にはカンムリアマツバメ科、アマツバメ科、ハチドリ科の3科のみが属し、ズクヨタカ科はヨタカ目だった。
Sibley分類でも、これらは切り離されて扱われていた。伝統的なアマツバメ目はアマツバメ上目 Apodimorphae に階級が上げられ（ただし Apodimorphae はのちに Mayr によりズクヨタカ科を含めた系統の名に再定義された）、現生鳥類の14の群の1つとされた。アマツバメ上目の中で、ハチドリ科がハチドリ目 Trochiliformes に分離され、アマツバメ目はアマツバメ科とカンムリアマツバメ科のみになった。ズクヨタカ科はフクロウ目ズクヨタカ亜目 Aegotheli とされた。
Livezey & Zusi (2007)は、大枠で伝統分類を踏襲したが、ヨタカ目とアマツバメ目を姉妹群とし Incessores 亜節（単型亜節）Cypselomorphae 上目にまとめた（Cypselomorphae の定義は通常と異なる）。 また、Sibley et al. 同様に単型のズクヨタカ亜目を、ヨタカ目の中にではあるが置いた。ただし、アマツバメ目は、カンムリアマツバメ亜目 Hemiprocni（カンムリアマツバメ科のみ）とアマツバメ亜目（アマツバメ科とハチドリ科）に分け、実際の系統と違った。

## 利用
中華料理で有名な燕の巣はアマツバメ科のインドショクヨウアナツバメ Collocalia unicolor の巣である。